# Marienheide
Marienheide település Németországban, azon belül Észak-Rajna-Vesztfália tartományban. Lakosainak száma 13 681 fő (2023. december 31.). Marienheide Wipperfürth és Gummersbach községekkel határos.

## Népesség
A település népességének változása:
| Lakosok száma | 13 168 | 13 596 | 13 552 | 13 465 | 13 710 | 13 681 |
|               | 1975   | 2017   | 2019   | 2021   | 2022   | 2023   |